# Concord (Alabama)
Concord – jednostka osadnicza w Stanach Zjednoczonych, w stanie Alabama, w hrabstwie Jefferson.